# Jeff Cronenweth
Jeffrey Scott (Jeff) Cronenweth (Los Angeles, 14 januari 1962) is een Amerikaans cameraman (director of photography).

## Carrière
Jeff Cronenweth werd in 1962 in Los Angeles geboren als de zoon van cameraman Jordan Cronenweth. Reeds als tiener werkte hij in dienst van zijn vader als assistent-cameraman. Hij volgde een filmopleiding aan de University of Southern California (USC). Gedurende de jaren 1990 werkte hij als assistent-cameraman mee aan bekende producties als Chaplin (1992), What's Eating Gilbert Grape (1993) en Se7en (1995). Daarnaast filmde hij ook videoclips voor artiesten als Nine Inch Nails, Eels en Janet Jackson. Zijn officieel filmdebuut als director of photography maakte hij in 1996 met Frame by Frame, een film die door zijn broer Tim Cronenweth geschreven en geregisseerd werd.
In 1989 nam zijn vader samen met regisseur David Fincher de videoclip van Madonna's nummer "Oh Father" op. Cronenweth werkte aan de opnames mee als assistent-cameraman en leerde zo Fincher kennen. Een jaar later namen ze samen de videoclip van het nummer "Freedom '90" van George Michael op. In 1999 filmde hij in dienst van Fincher ook de satirische thriller Fight Club. In de daaropvolgende decennia zouden de twee nog regelmatig samenwerken. Voor zijn camerawerk in The Social Network (2010) en The Girl with the Dragon Tattoo (2011) werd hij telkens genomineerd voor een Oscar.

## Filmografie
- Frame by Frame (1996)
- Fight Club (1999)
- One Hour Photo (2002)
- K-19: The Widowmaker (2002)
- Down with Love (2003)
- The Social Network (2010)
- The Girl with the Dragon Tattoo (2011)
- Hitchcock (2012)
- Gone Girl (2014)
- A Million Little Pieces (2018)

## Prijzen en nominaties
| Film / Videoclip                                 | Categorie        | Uitslag        |
| Academy Awards                                   | Academy Awards   | Academy Awards |
| ------------------------------------------------ | ---------------- | -------------- |
| The Social Network (2010)                        | Beste camerawerk | Genomineerd    |
| The Girl with the Dragon Tattoo (2011)           | Beste camerawerk | Genomineerd    |
| BAFTA Awards                                     |                  |                |
| The Girl with the Dragon Tattoo (2011)           | Beste camerawerk | Genomineerd    |
| MTV Video Music Awards                           |                  |                |
| "The Perfect Drug" (1997) van Nine Inch Nails    | Beste camerawerk | Genomineerd    |
| "Novocaine for the Soul" (1997) van Eels         | Beste camerawerk | Genomineerd    |
| "Do Something" (1999) van Macy Gray              | Beste camerawerk | Gewonnen       |
| "It's My Life" (2003) van No Doubt               | Beste camerawerk | Genomineerd    |
| "The Voice Within" (2003) van Christina Aguilera | Beste camerawerk | Genomineerd    |